# Aviatik C.III
L'Aviatik C.III era un aereo da ricognizione monomotore biplano sviluppato dall'azienda tedesco imperiale Automobil und Aviatik AG negli anni dieci del XX secolo e prodotto, oltre che dalla stessa, anche su licenza dalla Hannoversche Waggonfabrik.
Sviluppo del precedente Aviatik C.II, a sua volta derivato dall'Aviatik C.Ia, venne utilizzato come ricognitore ed aereo di scorta dalla Luftstreitkräfte, la componente aerea del Deutsches Heer (l'esercito imperiale tedesco), durante la prima guerra mondiale.

## Storia del progetto
Durante le prime fasi della prima guerra mondiale, il rapido sviluppo dell'industria aeronautica consentì il costante adeguamento della flotta aerea delle varie nazioni impegnate nel conflitto. L'Idflieg, organo deputato alla gestione dell'aeronautica militare dell'Impero tedesco, emise a tal proposito una serie di specifiche atte ad ottenere velivoli dalle prestazioni sempre migliori, adeguate alle nuove esigenze belliche, da destinare ai reparti della Luftstreitkräfte.
L'Automobil und Aviatik, dopo aver realizzato il C.I, modello di successo prodotto su licenza anche dalla Hannoversche Waggonfabrik, ed il suo poco fortunato derivato C.II, equipaggiato con il più potente motore Benz Bz.IV da 200 PS (147 kW) decise di avviarne lo sviluppo di un'ulteriore stadio evolutivo, al fine di migliorarne ulteriormente le prestazioni.
L'ufficio tecnico disegnò un velivolo molto simile ai precedenti, conservando l'impostazione generale dei modelli C-Typ già realizzati, affinandone tuttavia alcune caratteristiche adottando soluzioni tecniche diverse e più raffinate. L'aspetto continuava ad essere simile ai pari ruolo che venivano sviluppati nello stesso periodo, monomotore in configurazione traente, cellula che abbinava una fusoliera biposto con abitacoli aperti ad una velatura biplana e semplice carrello d'atterraggio fisso.
Tuttavia nel C.III si ritornò ad utilizzare il propulsore del C.I, il Mercedes D.III da 160 PS (118 kW), che adottava un nuovo impianto di scarico che dirigeva i gas combusti sul lato destro della fusoliera, ed era abbinato con un'elica, sempre in legno, bipala ed a passo fisso, alla quale era applicata una grande ogiva sul mozzo che si raccordava con la parte anteriore del velivolo al fine di migliorare la penetrazione aerodinamica. Inoltre venne adottato un nuovo radiatore, posizionato nel profilo dell'ala superiore, a destra della fusoliera, invece che in posizione frontale tra motore e piano alare superiore. Queste migliorie consentirono al modello di raggiungere, nonostante il motore di potenza inferiore a quello adottato dal C.II, una velocità massima di 18 km/h superiore. Oltre alle prestazioni tale soluzione si rivelava vantaggiosa nel liberare la visuale anteriore a disposizione del pilota.
Altre modifiche riguardarono la velatura, di dimensioni ridotte in apertura e superficie alare, e l'impianto di alimentazione, con la collocazione di non meno di quattro serbatoi di combustibile separati ad ognuno dei quali era possibile attingere, a caduta e tramite un complicato sistema di valvole e tubazioni, per permettere il funzionamento del propulsore.
Proposto alla commissione di valutazione Idflieg, ottenne l'autorizzazione alla produzione della variante ed un ordine di fornitura per l'azienda e, come per il C.I, da concedere anche alla Hannoversche Waggonfabrik.

## Tecnica
L'Aviatik C.III conservava l'aspetto generale, per l'epoca convenzionale, dei simili modelli prodotti nello stesso periodo dalle altre aziende: biplano, monomotore biposto con carrello fisso.
La fusoliera, realizzata con struttura ricoperta di tela verniciata, era caratterizzata da due abitacoli aperti in tandem, l'anteriore destinato all'osservatore con mansioni anche di mitragliere ed il posteriore destinato al pilota. Posteriormente terminava in un impennaggio classico monoderiva e piani orizzontali controventati da una coppia di montanti obliqui per lato.
La configurazione alare era biplana con ala superiore dall'apertura leggermente superiore dell'inferiore, collegate tra loro da una doppia coppia di montanti per lato ed integrati da tiranti in cavetto in acciaio.
Il carrello d'atterraggio era fisso, molto semplice, montato su una struttura tubolare al di sotto della fusoliera, dotato di ruote di grande diametro collegate da un asse rigido ed integrato posteriormente con un pattino d'appoggio.
La propulsione era affidata ad un motore Mercedes D.III, un 6 cilindri in linea raffreddato a liquido capace di erogare una potenza pari a 160 PS (118 kW), posizionato all'apice anteriore della fusoliera, racchiuso da un cofano metallico ed abbinato ad un'elica bipala in legno a passo fisso.
L'armamento era costituito da una coppia di mitragliatrici Parabellum MG 14 calibro 7,92 mm montate su supporto brandeggiabile ai lati opposti dell'abitacolo anteriore.

## Impiego operativo
L'Aviatik C.III iniziò ad essere inviato ai reparti della Flieger Abteilung (ricognizione ed osservazione) della Luftstreitkräfte nel corso del 1916 ed impiegato come aereo da ricognizione in cooperazione con l'esercito sul fronte occidentale della prima guerra mondiale. Venne anche impiegato come aereo di scorta dei modelli B-Typ non armati nelle missioni di ricognizione aerea.
Al termine del conflitto, in ottemperanza a quanto imposto dal Trattato di Versailles del 1919, la quasi totalità dei velivoli in dotazione all'aviazione militare tedesco-imperiale venne distrutta o ceduta come risarcimento alle nazioni vincitrici. Alcuni degli esemplari sopravvissuti presenti nel territorio prussiano vennero requisiti dalle truppe della nascente Repubblica di Polonia. Integrati nella futura Siły Powietrzne, dei sette esemplari acquisiti almeno tre vennero utilizzati nella scuola di volo militare di Lawica (Poznań); probabilmente gli altri non vennero mai utilizzati.
Inoltre è noto un singolo esemplare che prestò servizio nei reparti del Luchtvaartafdeeling (LVA), componente aerea del Koninklijke Landmacht (l'esercito dei Paesi Bassi). Il velivolo, in forza alla Luftstreitkräfte, l'11 ottobre 1917 fu costretto ad effettuare un atterraggio di emergenza su suolo olandese. Venne quindi requisito dalle autorità militari, le quali erano estranee ai combattimenti in quanto i Paesi Bassi avevano dichiarato la loro neutralità durante la prima guerra mondiale, ed integrato nella nascente branca aeronautica dell'esercito. Inizialmente registrato come LA36, mutata in AV404 nel 1918, rimase in servizio fino all'incidente, causato dalle avverse condizioni meteorologiche, che lo inabissò nel Reno.

## Utilizzatori
Germania
- Luftstreitkräfte

 Paesi Bassi
- Luchtvaartafdeeling

 Polonia
- Siły Powietrzne

## Esemplari attualmente esistenti
L'unico Aviatik C.III esistente al mondo, incompleto e consistente nella sola fusoliera, è il C12250/17 realizzato nel 1917 ed esposto presso le strutture museali del Museo dell'aviazione polacca (Muzeum Lotnictwa Polskiego) a Cracovia.